# 胡學覽
胡學覽（1884年—1943年4月13日)，越南乂安省瓊瑠縣人，保定軍校畢業，曾在国民政府军事委员会參謀本部擔任中校參謀。他是越南光復會與越南獨立黨的重要幹部。胡曾為蔣中正做事，也幫助越南革命。

## 生平
1908年，為響應東遊運動，胡學覽留學日本。潘佩珠派胡去東京振武學校學習。胡在這裡使用「胡馨山」的別名，與蔣中正在同一個班學習。當日本的越南留學生被開除後，胡移居中國北京，然後申請保定軍校，繼續學習軍事，於1911年畢業。
畢業後，胡成為國民革命軍的高級軍官，但胡內心仍然傾向自己的祖國。1911年，參加孫中山領導的辛亥革命。1925年孫中山逝世後，蔣中正於1927年取得中國政治主導權，他仍然受到尊重，成為蔣正中的高級軍官。胡松茂和他的同志在香港成立安南共產黨時，胡學覽受邀，但胡拒絕了，因為他表面上是中國國民黨的官員，這對於暗中幫助阮愛國的革命運動很方便。胡學覽自家是個集合點，歡迎越南革命戰士討論救國和民族解放的基地，先是胡松茂、黎瓚英、鄭東海，然後有黎鴻峰、阮氏明開、何輝集、馮志堅等人，每當越南人被捕或生命受到威脅時，這裡是提供信息的地方。
1936年，胡加入流亡國外的阮朝宗室強㭽領導的越南復國同盟會，並用自己的錢去創立一份中文小雜誌，命叫《越城》，但只運作了很短的時間。由於資金用完，只發行3-4期而已。後來他加入潘佩珠領導的越南光復會，並被任命為培訓專員。1940年，病重於廣西桂林，1943年4月13日逝世。